# Hiệp quốc Peru-Bolivia
Hiệp quốc Peru-Bolivia là một quốc gia tồn tại trong thời gian ngắn ngủi ba năm ở Nam Mỹ châu. Đây là một thể chế liên hiệp của ba nước: Cộng hòa Bắc Peru, Cộng hòa Nam Peru và Bolivia. Thủ đô là Tacna. Vị nguyên thủ duy nhất của Hiệp quốc là Thống chế Andrés de Santa Cruz, tự xưng là Hiệp quốc Tối cao Bảo hộ quân (tiếng Tây Ban Nha: Supremo Protector de la Confederación). Khi Santa Cruz thất thế thì Hiệp quốc này cũng tan rã.
Hai nước lân bang Chile và Argentina khi được tin Hiệp quốc hình thành thì lập tức phản đối vì cho rằng đó là mối đe dọa quân sự và kinh tế trong vùng rồi điều quân tấn công. Cả hai bị đánh bại năm 1837. Quân Chile sau lại tái phối trí rồi vượt biên giới đánh vào Peru đầu năm 1839. Ở trận Yungay quân Hiệp quốc đại bại. Thống chế Santa Cruz tháo chạy, phải trốn sang Ecuador. Hiệp quốc Peru–Bolivia chính thức bị giải tán ngày 25 Tháng 8, 1839 khi Tướng Agustín Gamarra lên làm Tổng thống Peru tái lập hai quốc gia riêng biệt: Peru và Bolivia.